# Muraltia commutata
Muraltia commutata är en jungfrulinsväxtart som beskrevs av Margaret Rutherford Bryan Levyns. Muraltia commutata ingår i släktet Muraltia och familjen jungfrulinsväxter. Inga underarter finns listade i Catalogue of Life.